# Лисець (Толмин)
Лисець (словен. Lisec) — поселення в общині Толмин, Регіон Горишка, Словенія. Висота над рівнем моря: 573,6 м.